# Oxyuridae
Die Oxyuridae sind eine Familie der Pfriemenschwänze mit 294 Arten in 56 Gattungen. Es sind ausnahmslos Parasiten aller Wirbeltierklassen. Bekanntester Vertreter ist der Madenwurm, ein Dickdarmparasit des Menschen. Die Oxyuridae sind bei Reptilien die häufigsten Parasiten.

## Merkmale
Die Oxyuridae sind kleine oder mittelgroße Pfriemenschwänze. Der Mundapparat ist sehr unterschiedlich ausgebildet. Der Ösophagus hat eine Auftreibung (Bulbus) mit einer Klappe. Der Darm ist einfach gebaut und hat keine Divertikel. Männchen haben vor dem Anus keine Saugstruktur und ein Spiculum, dessen Hinterende sehr variabel ausgebildet ist. Eine Leitstruktur (Gubernaculum) für das männliche Begattungsorgan fehlt. Die Weibchen sind eierlegend, die Geschlechtsöffnung kann im vorderen oder hinteren Körperbereich liegen.

## Gattungen
Zur Familie gehört nur eine Unterfamilie, die Oxyurinae, und folgende Gattungen, von denen etliche monotypisch sind:
- Acanthoxyurus Sandground, 1928
- Adelonema Mawson, 1978
- Anaspiculuris Akhtar, 1955
- Archeonema Ricci, 1988
- Auchenacantha Baylis, 1929
- Austroxyuris Johnson & Mawson, 1938
- Avilandras Skryabin & Schikhobalova in Skryabin, 1951
- Biguetius Chabaud, Petter & Golvan, 1961
- Caroloxyuris Jimenez, Ruiz & Gardner, 2003
- Citellina Prendel, 1928
- Didelphoxyuris Gardner & Hugot, 1995
- Enterobius Leach in Baird, 1853
- Evaginuris Skryabin & Schikhobalova, 1951
- Furconema Gairola & Malhotra, 1988
- Gynaecometra Araujo, 1978
- Haplacis Railliet & Henry, 1916
- Helminthoxys Freitas, Lent & Almeida, 1937
- Heteromyoxyuris Quentin, 1973
- Hilgertia Quentin, 1973
- Hoepplius Chu, 1931
- Hoplodontophorus Turner, 1921
- Idiuoxyuris Hugot, 1988
- Lemuricola Chabaud & Petter, 1959
- Lepusius Farooq & Khatoon, 1995
- Lobatorobius Skryabin & Schikhobalova in Skryabin, 1951
- Macropoxyuris Mawson, 1964
- Monodelphoxyuris Guerrero & Hugot, 2003
- Neohilgertia Navone, Suriano & Pujol, 1990
- Neyrapharyngodon Calvente, 1948
- Odontogeton Allgen, 1921
- Oxyuricassis Rodrigues, Furtado, Melo & Santos, 2017
- Oxyuris Rudolphi, 1803
- Oxyuronema Kreis, 1932
- Paraicosiella Majumdar & Chakravarty, 1963
- Paraoxyuronema Artigas, 1937
- Paraspiculuris Akhtar, 1955
- Neoparathelandros nom. nov. pro Parathelandros Magzoub, Kasim & Shawa, 1980
- Paraustroxyuris Mawson, 1964
- Passalurus Dujardin, 1845
- Potoroxyuris Mawson, 1964
- Protozoophaga Travassos, 1923
- Pseudaspiculuris Akhtar, 1955
- Rauschtineria Hugot, 1980
- Skrjabinema Werestchajin, 1926
- Skryabineandros Markov, 1962
- Subaspiculuris Akhtar, 1955
- Syphabulea Gubanov, 1964
- Syphacia Seurat, 1916
- Syphaciuris Skryabin & Schikhobalova in Skryabin, 1951
- Sypharista Quentin, 1971
- Syphatineria Chabaud & Biocca, 1955
- Tiacuatzoxyuris Jiminez, Caspeta-Mandujano & Albino-Miranda, 2019
- Trypanoxyuris Vevers, 1923
- Wellcomia Sambon, 1907
- Xeroxyuris Hugot, 1995
- Zenkoxyuris Quentin, 1975